# Violetta Villas
Violetta Villas, de son vrai nom Czesława Cieślak  (née le 10 juin 1938 à Heusy, Belgique, morte le 5 décembre 2011 à Lewin Kłodzki, Pologne), est une chanteuse, actrice, auteur et compositrice polonaise. Sa voix de soprano couvre cinq octaves.
Elle est connue pour son extravagance et ses nombreux succès dans la chanson. C'est aussi une personne très controversée.

## Les débuts
En 1948 elle retourne en Pologne avec ses parents, qui s'installent à Lewin Kłodzki, où elle commence à apprendre la musique. Elle continue son éducation artistique à Szczecin et à Wrocław. En 1959 elle commence à étudier le chant lyrique à Varsovie avec Eugenia Falkowska.
Son timbre et ses quatre octaves la prédestinent à une carrière de chanteuse classique, mais elle décide de se lancer dans la musique plus contemporaine, en se produisant sur scène à travers toute la Pologne.
Très vite, son premier succès est diffusé sur les ondes de Polskie Radio, son premier album suivra. Elle reçoit son premier prix au festival de Sopot en 1961.

## Carrière internationale
Au début des années 1960 Violetta Villas est en tournée dans différents pays d'Europe. En 1965 elle reçoit le Grand Prix International d'Interprétation au 3e festival International des Variétés et Music Hall de Rennes.
Puis elle est en tournée en URSS, Tchécoslovaquie, Bulgarie et en Roumanie.
En 1966, à Paris, elle est remarquée par Frederic Apcar (pl) qui lui propose d'aller à Las Vegas. Il était prévu qu'elle chante sur scène dans la revue Casino de Paris au casino Dunes aux côtés de Line Renaud, mais elle est éclipsée par la personnalité de Line Renaud après quelques semaines. Elle chante avec Frank Sinatra, Paul Anka, et Charles Aznavour et reçoit une ovation au Carnegie Hall à New York.
Elle apparaît dans deux films, et aurait été en discussion avec les studios Paramount Pictures pour un contrat de huit ans, mais n'a jamais signé.

## Carrière

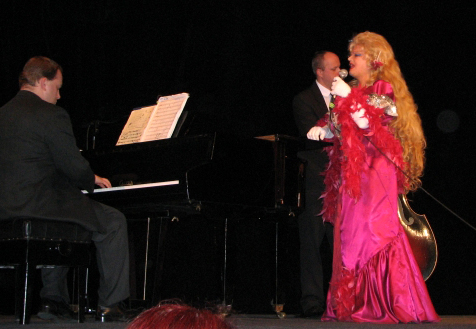
Violetta Villas, Poznań 2006

Plus tard, dans les années 1970, Violetta Villas retourne en Pologne, au chevet de sa mère mourante. Les autorités du régime communiste confisquent son passeport, et elle se voit obligée de rester en Pologne, pour un peu plus de dix ans. Elle n'est cependant pas bannie des médias, et poursuit sa carrière nationale, non sans un certain sentiment d'isolement.
En 1985, elle revient sur le devant de la scène, à la faveur de l'assouplissement du régime. Le public est au rendez-vous, et elle multiplie les concerts. Son passeport lui est rendu, et avec celui-ci, la possibilité pour elle de reprendre sa carrière internationale.
Elle part en tournée aux États-Unis et en Australie. À Chicago elle épouse Ted Kowalczyk, un de ses admirateurs et millionnaire d'origine polonaise. Il lui offre un théâtre à l'occasion du mariage, un bâtiment spécialement conçu et construit pour elle.
Le mariage prend fin au bout d'un an, et elle retourne en Pologne, où elle devient une icône télévisuelle aux côtés d'Irena Santor, Jerzy Połomski et Mieczysław Fogg.

## Isolement et controverse
Dans les années 1990, elle commence à s'isoler du public, et dilapide sa fortune. Elle se consacre aux œuvres de charité, et à la cause animale.
Elle vivait dans une grande propriété à Lewin Kłodzki avec une centaine d'animaux qu'elle a recueillis. Malgré son succès passé, et ses millions de disques vendus, elle vivait dans le dénuement, sans toucher les pensions ou les droits d'auteur qui lui seraient dus, pour cause de mauvaise gestion de ses finances par le passé. Elle vivait de la bienveillance d'amis proches et de voisins. Quelques artistes polonais comme Michał Wiśniewski et Edyta Górniak ont essayé d'organiser des concerts de charité dans le but de lever des fonds pour son abri d'animaux abandonnés, mais sans réel succès.
Les autorités avaient ordonné que les animaux lui soient retirés, en raison de son incapacité financière à s'en occuper, et des conditions d'hygiène douteuses dans lesquelles ils vivaient. Elle restait donc « seule » avec 60 chiens.
À la fin de sa vie, Violetta Villas donnait quelques concerts occasionnels dans des petites villes provinciales, comme Kłodzko.

## Discographie

### LP albums
| Year | Title                             |
| ---- | --------------------------------- |
| 1962 | Rendez-vous with Violetta Villas  |
| 1966 | Violetta Villas                   |
| 1967 | Violetta Villas                   |
| 1967 | For you my darling                |
| 1968 | About Love...                     |
| 1977 | There is no love without jealousy |
| 1980 | Old hits                          |
| 1986 | Violetta Villas                   |
| 1987 | The greatest hits                 |

### CD albums
| Year | Title                                               |
| ---- | --------------------------------------------------- |
| 1992 | For you beloved                                     |
| 1992 | The most beautiful christmas carols                 |
| 1994 | Dolly                                               |
| 1995 | VV - gold hits, part 1                              |
| 1995 | VV - gold hits, part 2                              |
| 1996 | Golden hits                                         |
| 1997 | Jestem taka a nie inna                              |
| 1997 | Christmas carols                                    |
| 1998 | Dolly                                               |
| 1999 | Platinum collection                                 |
| 1999 | V. Villas sings the most beautiful christmas carols |
| 2000 | Kiss of fire                                        |
| 2000 | Golden hits                                         |
| 2001 | When Jesus Christ was born...                       |
| 2001 | Violetta Villas                                     |
| 2001 | For you my darling                                  |
| 2001 | There is no love without jealousy                   |
| 2003 | Valentine hits                                      |
| 2003 | To you, mother                                      |
| 2004 | Christmas carol of hearts                           |
| 2006 | I am what I am                                      |
| 2007 | To comfort the heart and warmth the soul            |
| 2009 | From archive of the Polish Radio, vol. 11           |
| 2009 | When Jesus Christ was born... - reedition           |

### MC
| Year | Title                             |
| ---- | --------------------------------- |
| 1969 | Las Vegas                         |
| 1977 | There is no love without jealousy |
| 1987 | The greatest hits                 |
| 1992 | For you beloved, part 1           |
| 1992 | For you beloved, part 2           |
| 1992 | The best of                       |
| 1992 | The best of, part 1               |
| 1992 | The best of, part 2               |
| 1992 | The best of, part 3               |
| 1994 | Doll                              |
| 1994 | I am what I am                    |
| 1995 | Only to you                       |
| 1996 | Golden hits                       |
| 1997 | Christmas carols                  |
| 1997 | Jestem taka a nie inna            |
| 1998 | Golden hits                       |
| 1999 | Platunim collection               |
| 2000 | Violetta Villas                   |
| 2000 | Kiss of fire                      |

### Singles
| Rok  | Tytuł                             |
| ---- | --------------------------------- |
| 1961 | Ja ci nie wierzę                  |
| 1961 | Taki mróz                         |
| 1961 | Nie zdążyłam                      |
| 1961 | Dla ciebie miły                   |
| 1961 | Marianna ruda                     |
| 1961 | Sekret                            |
| 1961 | Dla ciebie miły                   |
| 1961 | Kiedy Allach szedł                |
| 1962 | Ożeń się Johny                    |
| 1962 | To mówią marakasy                 |
| 1962 | Duety z Tadeuszem Woźniakowskim   |
| 1963 | Szesnaście lat                    |
| 1963 | Zorro                             |
| 1963 | Kiedy Allach szedł                |
| 1964 | Muzyka taneczna                   |
| 1964 | Błękitna tarantella               |
| 1964 | Opole - stolica polskiej piosenki |
| 1964 | Uśmiechem miłość się zaczyna      |
| 1965 | Jak nie to nie                    |
| 1965 | Nic nikomu nie mów                |
| 1965 | Józek                             |
| 1966 | Do ciebie mamo                    |
| 1966 | Dla ciebie miły                   |
| 1966 | Nie jestem taka zła               |
| 1969 | Do ciebie mamo                    |
| 1986 | Mundial'86                        |
| 1987 | Sosna z mego snu                  |
| 1987 | Wszedzie gdzie ty                 |

### Cardboard records
| Year | Title                        |
| ---- | ---------------------------- |
| 1964 | Przyjdzie na to czas         |
| 1964 | Czterdzieści kasztanów       |
| 1965 | Mamma                        |
| 1965 | Do ciebie, mamo              |
| 1967 | W Zakopanem pada deszcz      |
| 1970 | Znowu ciebie mam             |
| 1977 | Nie ma miłości bez zazdrości |

### Compilation albums
| Title                                                                            | Album                                 |
| -------------------------------------------------------------------------------- | ------------------------------------- |
| Przyjdzie na to czas                                                             | Powracające melodyjki                 |
| Wszędzie, gdzie ty                                                               | Przeboje gwiazd                       |
| Czterdzieści kasztanów                                                           | Piosenki J. Gałkowskiego              |
| Wszędzie, gdzie ty                                                               | Przeboje'78                           |
| Sosna z mego snu                                                                 | Niebo z moich stron                   |
| Do ciebie mamo                                                                   | Gdzie ten świat młodych lat           |
| Wszędzie, gdzie ty                                                               | Succurrens                            |
| Przyjdzie na to czas                                                             | Przeboje 40-lecia                     |
| Całuj gorąco                                                                     | Andrzej Jastrzębiec-Kozłowski         |
| Ave Maria no morro                                                               | Stefan Rachoń przypomina              |
| Granada                                                                          | Z melodią i piosenką dookoła świata   |
| Maria la O                                                                       | Z melodią i piosenką dookoła świata   |
| Do ciebie mamo                                                                   | XX-lecie PP Polskie Nagrania          |
| Mazurskie wspomnienia                                                            | Mimozami jesień się zaczyna           |
| Wszędzie, gdzie ty                                                               | Andrzej Januszko i jego piosenki      |
| Jesteś mi potrzebny                                                              | L. Bogdanowicz i jego piosenki        |
| Spójrz prosto w oczy Przyjdzie na to czas                                        | Tych lat nie odda nikt                |
| Do ciebie mamo                                                                   | Piosenki dla mojej matki              |
| Dla ciebie miły Szesnaście lat                                                   | Przeboje R. Siedleckiego              |
| Dla ciebie miły                                                                  | Z melodią i piosenką dookoła świata   |
| Szesnaście lat                                                                   | Z melodią i piosenką dookoła świata   |
| Szesnaście lat Zegar z kukułką Czy lubi pani tańczyc twista Spójrz prosto w oczy | Daj mi zachować wspomnienia           |
| Przyjdzie na to czas                                                             | Rytmy młodych                         |
| Dla ciebie miły                                                                  | Piosenki lat 50-tych vol. 2           |
| Wachlarz                                                                         | Z archiwum Veritonu                   |
| Ali alo                                                                          | Z archiwum Veritonu                   |
| Kiedy Allach szedł                                                               | Z archiwum Veritonu                   |
| Dla ciebie miły                                                                  | Konkurs Piosenki Polskiej '61         |
| Czy pani tańczy twista                                                           | Radiowe piosenki miesiąca             |
| Marianna ruda                                                                    | Kalejdoskop piosenek nr 3             |
| Salomon                                                                          | Czarny Alibaba i inne piosenki        |
| Józek                                                                            | Złote Przeboje vol.5                  |
| Dla ciebie miły                                                                  | Naj z Naj                             |
| Taki mróz                                                                        | Komu piosenkę                         |
| Rudy rydz                                                                        | Złote Przeboje 50-60                  |
| Dla ciebie miły                                                                  | Klasyka Polskiej Piosenki cz. 3       |
| Spójrz prosto w oczy                                                             | Piosenki Wojciecha Piętowskiego       |
| Salomon Czy pani tańczy twista                                                   | T. Woźniakowski - największe przeboje |
| Kochaj mnie, a będę twoją                                                        | Tata 2                                |
| Do ciebie mamo                                                                   | Piosenki dla mamy                     |
| Złota maska Szczęścia nie szukaj daleko                                          | Wasowski da się lubić                 |
| Szesnaście lat                                                                   | Miłość ze szkolnej ławki              |
| Mazurskie wspomnienia                                                            | Lato, ty i ja                         |
| Do ciebie mamo                                                                   | Piosenki dla mojej matki              |